# Supports/Surfaces
Supports/Surfaces est un mouvement artistique qui fut l'un des groupes fondateurs de l'art contemporain français, tant en peinture qu'en sculpture.

## Mouvement
Issus de l’École des beaux-arts de Montpellier et de l’École nationale supérieure des beaux-arts de Paris, le groupe Supports/Surfaces tire son origine du sud de la France. Né en 1938 à Montpellier, Vincent Bioulès est le membre fondateur du mouvement, dont il a conçu le nom.
Le groupe Supports/Surfaces a été un mouvement éphémère : la première exposition se tient en 1969 au musée d'Art moderne de Paris. Elle regroupe des artistes privilégiant la pratique de la peinture qui met l'accent sur ses composants élémentaires.
Remettant en question les moyens picturaux traditionnels, ces artistes associent à cette recherche une réflexion théorique et un positionnement politique au sein de la revue Peinture-Cahiers théoriques. Des dissensions apparaissent entre les membres du groupe et la scission arrive dès 1972.

### Point de départ
Une première exposition « Peinture en question » a lieu à l'École spéciale d'architecture, à Paris, en mars-avril 1969, avec Marcel Alocco, Daniel Dezeuze, Noël Dolla, Bernard Pagès, Jean-Pierre Pincemin, Patrick Saytour, Claude Viallat.

En juin 1969, lors d'une exposition au musée du Havre intitulée « La peinture en question », Louis Cane, Daniel Dezeuze, Patrick Saytour, et Claude Viallat écrivent dans le catalogue : 

« L'objet de la peinture, c'est la peinture elle-même et les tableaux exposés ne se rapportent qu'à eux-mêmes. Ils ne font point appel à un « ailleurs » (la personnalité de l'artiste, sa biographie, l'histoire de l'art, par exemple). Ils n'offrent point d'échappatoire, car la surface, par les ruptures de formes et de couleurs qui y sont opérées, interdit les projections mentales ou les divagations oniriques du spectateur. La peinture est un fait en soi et c'est sur son terrain que l'on doit poser les problèmes. Il ne s'agit ni d'un retour aux sources, ni de la recherche d'une pureté originelle, mais de la simple mise à nu des éléments picturaux qui constituent le fait pictural. D'où la neutralité des œuvres présentées, leur absence de lyrisme et de profondeur expressive. »

Sur le plan formel, Claude Viallat résume leurs travaux : « Dezeuze peignait des châssis sans toile, moi je peignais des toiles sans châssis et Saytour l'image du châssis sur la toile. »
La première exposition nommée Support-Surface a lieu à l'A.R.C à Paris avec Bioulès, Devade, Dezeuze, Saytour, Valensi et Viallat.

### Style
Supports/Surfaces se caractérise par une démarche qui accorde une importance égale aux matériaux, aux gestes créatifs et à l'œuvre finale. Le sujet passe au second plan.
Dès 1966, le support traditionnel est remis en question : Buraglio récupère des morceaux de toile et des éléments de fenêtre qu’il assemble.
Depuis ses débuts, Vincent Bioulès n’a de cesse de peindre « sur le motif ». Il s’agit pour lui de restituer une vision qui sur le moment est sûre d’elle-même, autant qu’elle est pleine de son vécu. L’artiste puise son inspiration au cœur de lieux autobiographiques ou sites familiers, paysages qu’il qualifie « un tout ». Ainsi, le paysage demeure le sujet de prédilection de Vincent Bioulès. Il en viendra lui-même à dire, que « nous nous souvenons d’un ailleurs, d’un autrefois qui hante notre âme et dont le paysage est la métaphore. »
Le musée Fabre de Montpellier consacre à Vincent Bioulès une grande rétrospective à l’été 2019, tandis que la maison des Consuls aux Matelles, présente ses œuvres à travers deux thématiques liées au paysage, le Pic Saint Loup et la Villa Médicis.
Dezeuze dissocie la toile du châssis. Viallat emploie des matériaux de récupération, toiles de bâche, parasols, tissus divers, corde nouée ou tressée. Il reste ensuite fidèle à ces supports. Les outils utilisés par Claude Viallat sont : peinture, pierre, bois.
Bernard Pagès et Toni Grand travaillent sur le bois et les cordes. Jaccard utilise des cordes nouées pour imprimer leurs empreintes sur la toile, qu’il expose simultanément avec les cordes qui ont servi d’outils.
Rouan peint deux toiles qu’il découpe et tresse ensemble. Quant à Saytour, il revisite la technique du pliage.
Pincemin et Viallat répètent de façon neutre le même motif. Cane utilise des tampons et Viallat applique de la couleur au pochoir. De plus Meurice et Viallat utilisent des colorants destinés à l’artisanat.
Toutes ces pratiques témoignent de la volonté d’un retour au geste primitif. Ces réflexions sont précédées, à partir de 1955 au Japon, par le mouvement d'avant-garde Gutaï. Simultanément, des recherches comparables sur la question de l’œuvre et du processus de création se développent à la fin des années 1960, en particulier dans le cadre de l’art minimal américain, ou de l’Arte povera italien.

### Postérité
Au-delà de cette phase de brassage d'idées, chaque artiste évolue dans des directions allant de la figuration libre à l'expressionnisme abstrait. Depuis le début de l’année 2001, le Centre Pompidou consacre un espace entier (salle 11, niveau 4) au groupe Supports/Surfaces.

## Artistes
Supports/Surfaces a réuni officiellement les douze peintres ou sculpteurs suivants,, pour la plupart originaires du sud de la France :
- André-Pierre Arnal[6] (Nîmes, 1939-2024)
- Vincent Bioulès (Montpellier, 1938)
- Louis Cane (Beaulieu-sur-Mer, 1943 - Paris, 2024)
- Marc Devade[7] (Paris, 1943 - 1983)
- Daniel Dezeuze (Alès, 1942)
- Noël Dolla (Nice, 1945)

- Toni Grand (Gallargues, 1935 – Mouriès, 2005)
- Bernard Pagès (Cahors, 1940)
- Jean-Pierre Pincemin (Paris, 1944 – Arcueil, 2005)
- Patrick Saytour (Nice, 1935 - Aubais, 2023)
- André Valensi (Paris, 1947 - 1999[8])
- Claude Viallat (Nîmes, 1936)

D'autres artistes, en marge du groupe, ont néanmoins participé à cette mouvance par leurs recherches plastiques :
- Marcel Alocco (Nice, 1937)
- Bernadette Bour (Nancy, 1939)
- Pierre Buraglio (Maisons-Alfort, 1939)
- Christian Jaccard (Fontenay-sous-Bois, 1939)
- Jean-Michel Meurice (Lille, 1938 - 2022)
- François Rouan (Montpellier, 1943)